# Procambarus attiguus
Procambarus attiguus är en sötvattenlevande kräfta som lever endemiskt i USA.